# درب غنبد
درب غنبد (بالفارسية: درب گنبد) هي مدينة تقع في إيران في Darb-e Gonbad District. يقدر عدد سكانها بـ 2,119 نسمة .